# Ajalvir
Ajalvir er en by og kommune i det centrale Spanien i Madrid-regionen. Den har et indbyggertal på 4.863 (2024) indbyggere.